# Université de Clemson
L'université de Clemson est une université publique, mixte et de recherche située à Clemson en Caroline du Sud aux États-Unis, fondée en 1889.

## Domaines d'études
L'université est divisée en cinq domaines : l'architecture, les arts et les lettres ; l'économie et les sciences comportementales ; l'ingénierie et les sciences ;  la santé, l'éducation et la psychologie du développement ; l'agriculture, sylviculture et la biologie.
Sur le plan sportif, l'université est représentée par les Tigers de Clemson.
L'université a actuellement 17 000 étudiants des 50 États et de 89 pays.

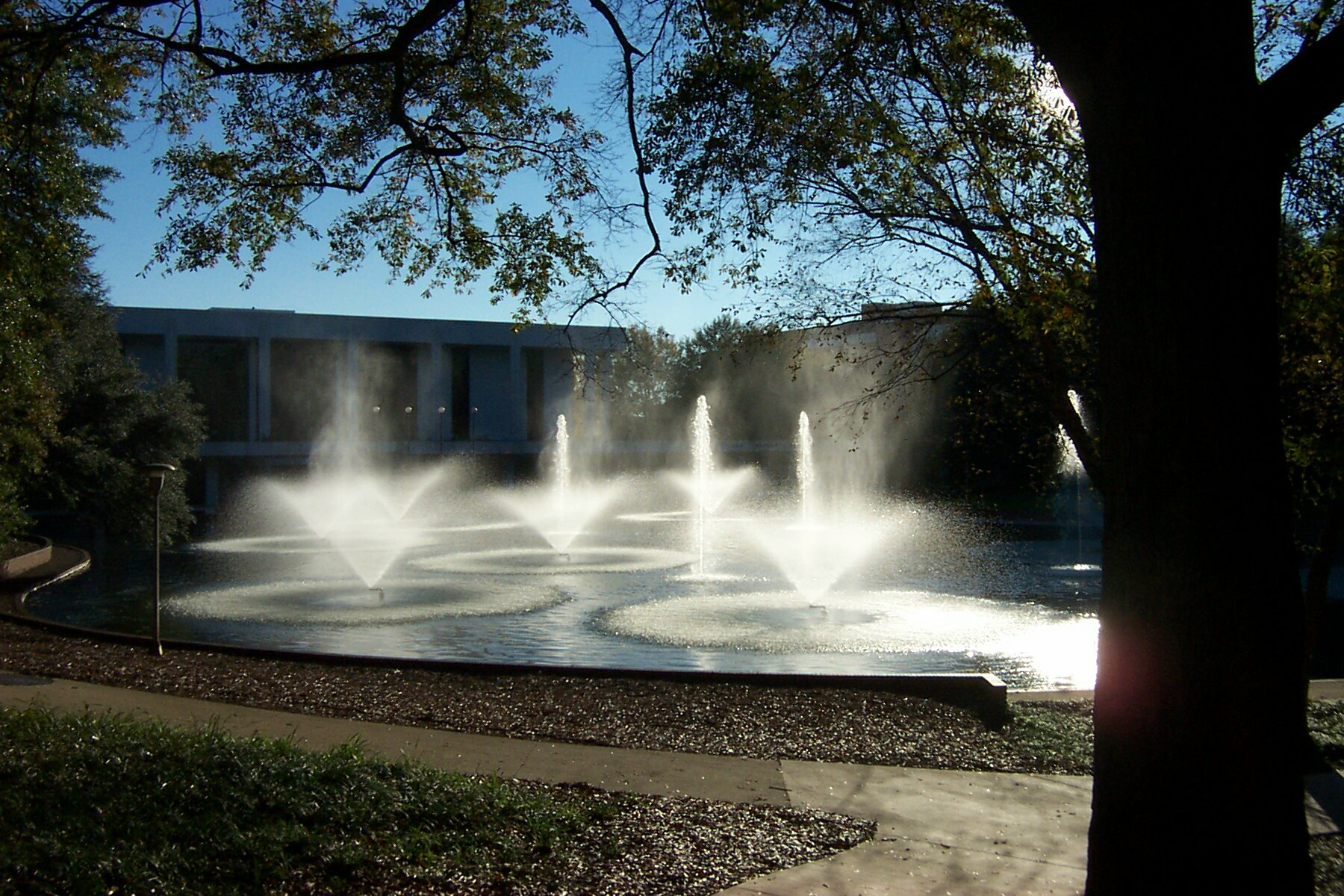
L'étang de l'université de Clemson